# Sotteville-lès-Rouen
Sotteville-lès-Rouen és un municipi francès, situat al departament del Sena Marítim i a la regió de Normandia. L'any 1999 tenia 29.553 habitants.